# NGC 5325
NGC 5325 (ook: NGC 5325A) is een spiraalvormig sterrenstelsel in het sterrenbeeld Jachthonden. Het hemelobject werd op 14 juni 1885 ontdekt door de Amerikaanse astronoom Lewis A. Swift.

## Synoniemen
- VV 607
- MCG 7-28-80
- KUG 1348+385
- ZWG 218.62
- ZWG 219.7
- PGC 49163